# Michael Drga
Michael Drga (* 4. Februar 1995 in Ebenfurth) ist ein österreichischer Fußballspieler.

## Karriere
Drga begann seine Karriere beim ASV Neufeld. 2006 wechselte er zum ASV Siegendorf. 2008 wechselte er in die Jugend des FC Red Bull Salzburg. 2013 wechselte er zum SKN St. Pölten. Sein Profidebüt gab er am 27. der Saison Spieltag 2013/14 gegen den FC Liefering. Nachdem St. Pölten in die Bundesliga aufgestiegen war, wechselte er im Sommer 2016 zu den Amateuren der SV Mattersburg. Zur Saison 2017/18 rückte er in den Profikader der Burgenländer auf.
Im Jänner 2018 wechselte er zum Regionalligisten SKU Amstetten. Mit Amstetten konnte er zu Saisonende in die 2. Liga aufsteigen. Nach 39 Zweitligaeinsätzen für die Niederösterreicher wechselte er zur Saison 2020/21 zum Ligakonkurrenten SK Vorwärts Steyr. Für Steyr absolvierte er in jener Spielzeit 21 Zweitligapartien, in denen er drei Treffer machte. Nach einer Saison verließ er den Verein wieder und wechselte zum Regionalligisten FCM Traiskirchen. Für den Regionalligisten absolvierte er sieben Partien.
Im Jänner 2022 schloss er sich dem viertklassigen ASK Kottingbrunn an.

## Persönliches
Sein Zwillingsbruder Sebastian ist ebenfalls Fußballspieler.